# 岩瀬浜駅
岩瀬浜駅（いわせはまえき）は、富山県富山市岩瀬天神町にある、富山地方鉄道富山港線の駅。同線の終着駅である。駅番号はC39。

## 歴史

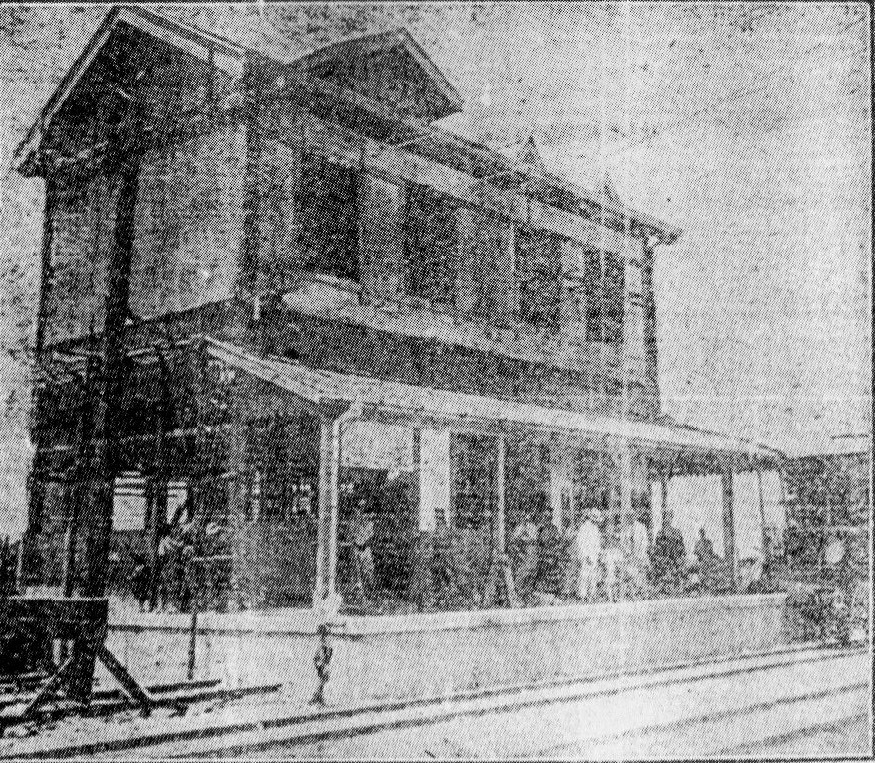
開業当初の岩瀬港駅

- 1924年（大正13年）7月23日：富岩鉄道富山口駅 - 当駅間開通と同時に岩瀬港駅として開業する[3][4]。貨物のみ取扱う[3]。
- 1927年（昭和2年）12月15日：旅客の取扱を開始する[3]。
- 1938年（昭和13年）1月1日：岩瀬浜駅に改称する[3][5]。
- 1939年（昭和14年）4月：現在地に移転する[6]。
- 1941年（昭和16年）12月1日：富岩鉄道の富山電気鉄道への路線譲渡により同社富岩線の駅となる[7]。
- 1943年（昭和18年）
  - 1月1日：富山電気鉄道の富山地方鉄道への改称により、同社富岩線の駅となる[6]。
  - 6月1日：富山地方鉄道富岩線の国有化により、鉄道省（国鉄）富山港線の駅となる[3][8]。一般駅であるが、集貨及び配達の取扱は行わない[8]。
- 1946年（昭和21年）8月：駅舎を新築する[9]。
- 1959年（昭和34年）4月18日：当駅 - 東岩瀬駅間に競輪場前仮乗降場が開業する[10]。
- 1960年（昭和35年）3月：鉄興社専用側線を新設する[11]。
- 1963年（昭和38年）1月1日：専用線発着車扱貨物を除く貨物の取扱を廃止する[12]。
- 1967年（昭和42年）12月：富山造船への専用線が完成する[13]。
- 1971年（昭和46年）6月23日：新日本化学工業富山工場への専用線が竣工する[14]。
- 1974年（昭和49年）10月1日：旅客・荷物及び専用線発着車扱貨物を取扱う駅となる[15]。
- 1984年（昭和59年）2月1日：荷物及び専用線発着車扱貨物の取扱を廃止する[16]。
- 1987年（昭和62年）4月1日：国鉄分割民営化により、西日本旅客鉄道（JR西日本）の駅となる[5][6]。
- 1998年（平成10年）4月：無人駅となる[17]。
- 2006年（平成18年）
  - 3月1日：西日本旅客鉄道（JR西日本）の駅としては廃止となる[3][7]。
  - 4月29日：富山ライトレールの駅として再開業する[2][3][7]。
- 2020年（令和2年）2月22日：富山ライトレールが富山地方鉄道に吸収合併することに伴い、再び富山地方鉄道の駅となる[18][19]。

## 駅構造

### LRT化後
単式ホーム1面1線を有する地上駅である。また、競輪場前駅方面に保守用側線を有する。
富山港線の富山ライトレール移管によりホームは低床ホームに改築されており、旅客上屋等の設備が設けられている。当駅においてはフィーダーバスとの連絡に便宜を図るため、バス停留所がホーム上に設置されている。夜間滞泊は行われていない。

### 普通鉄道当時
単式ホーム1面1線を有する地上駅であった。貨物取扱の行われていた時代には、側線に当駅常備タンク車が留置されており、数本の専用線が接続していた。
開業当初の駅は現在地より北西約200メートルに開設されており、東岩瀬港整備計画の策定後にはさらに南の岸壁方面へ延伸させ、旅客および貨物を取扱う大規模な終着駅を建設する計画であった。しかし、この計画は実現をみることなく、1939年（昭和14年）4月に現在地に移転している。ただし、旧駅舎所在地へ伸びる線路自体はそのまま貨車留置線として用いられ、富山県道富山魚津1号線には踏切が設けられていたが、貨物取扱の廃止とともにこの線路も撤去された。
また、開業当初の駅舎は富岩鉄道が最も多額の費用を投じて完成させたもので、2階には重役の集う会議室などが設けられていた。しかし、移転後の1946年（昭和21年）8月に新たな木造駅舎が新築されている。富山ライトレールへの経営移管後に、1946年（昭和21年）8月竣工の駅舎は解体された。
昭和40年代には一日平均2,200人の利用者がいたが、以降は漸次減少し、1998年（平成10年）4月からは無人駅となっていた。

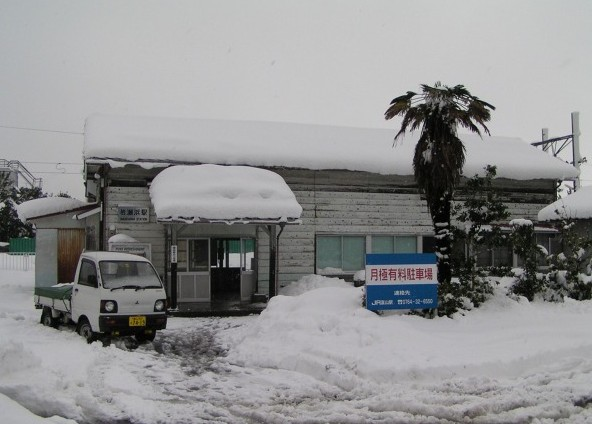
JR時代、最後の冬 （2005年12月）
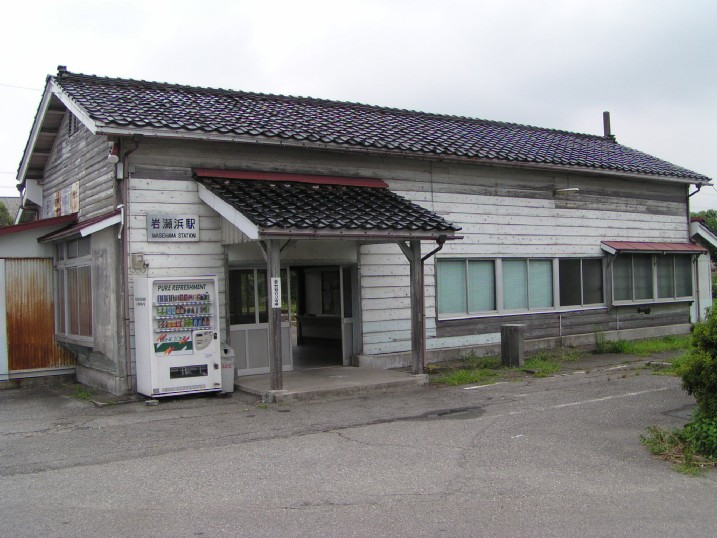
JR時代の岩瀬浜駅 （2004年8月）

## 貨物取扱

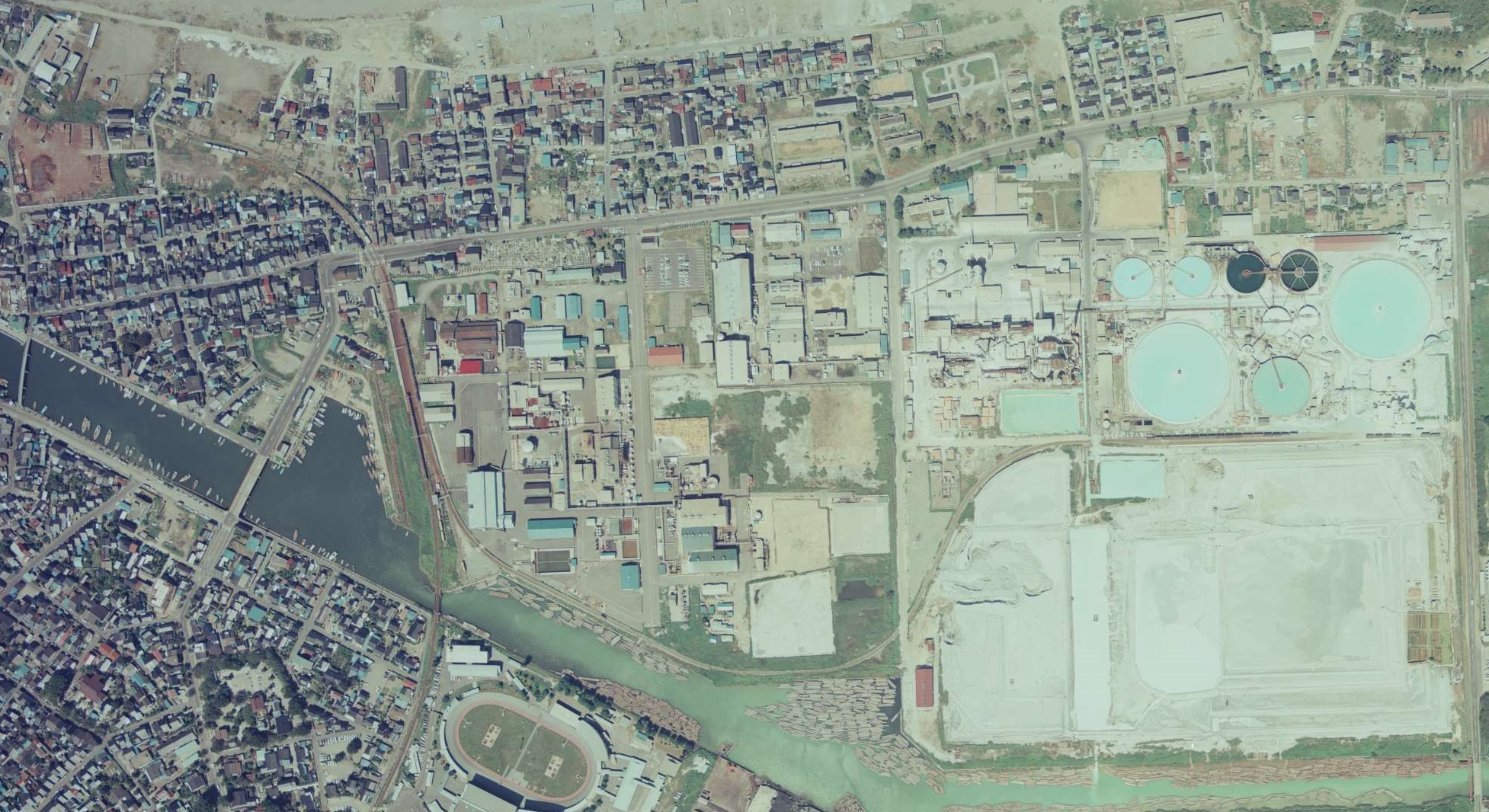
1975年（昭和50年）9月6日撮影の当駅周辺航空写真

当駅における貨物取扱は、1984年（昭和59年）2月1日に廃止された。
1970年（昭和45年）10月1日時点における当駅接続の専用線は以下の通りであった。
- 鉄興社線（通運事業者等：日本通運、動力：移動機関車、作業粁程：0.2粁、総延長粁程：0.3粁）
- 富山造船線（通運事業者等：日本通運、動力：日本通運所有機関車、作業粁程：0.2粁、総延長粁程：0.2粁）

1983年（昭和58年）4月1日現在における当駅接続の専用線は以下の通りであった。
- 東洋曹達工業線（真荷主：錦商事、通運事業者等：日本通運、動力：日本通運所有機関車、作業粁程：0.2粁、総延長粁程：1.0粁）
- 富山造船線（通運事業者等：日本通運、動力：日本通運所有機関車、作業粁程：0.2粁、総延長粁程：0.2粁）
- 新日本化学工業線（真荷主：日新苦土肥料、通運事業者等：日本通運及び富山港湾運送、動力：日本通運所有機関車、作業粁程：1.1粁、総延長粁程：0.9粁、備考：同専用線は東洋曹達工業線に接続する。富山港湾運送の取扱う貨物は日新苦土肥料の発着に限る。使用休止。）

## 利用状況
『富山県統計年鑑』などによると、当駅における各年度の1日平均乗車人員は以下の通りであった。
| 年度               | 一日平均 乗車人員 |
| ------------------ | ----------------- |
| 2006年（平成18年） | 446               |
| 2005年（平成17年） | 220               |
| 2004年（平成16年） | 198               |
| 2003年（平成15年） | 212               |
| 2002年（平成14年） | 228               |
| 2001年（平成13年） | 248               |
| 2000年（平成12年） | 305               |
| 1999年（平成11年） | 319               |
| 1998年（平成10年） | 355               |
| 1997年（平成9年）  | 402               |

## バス路線

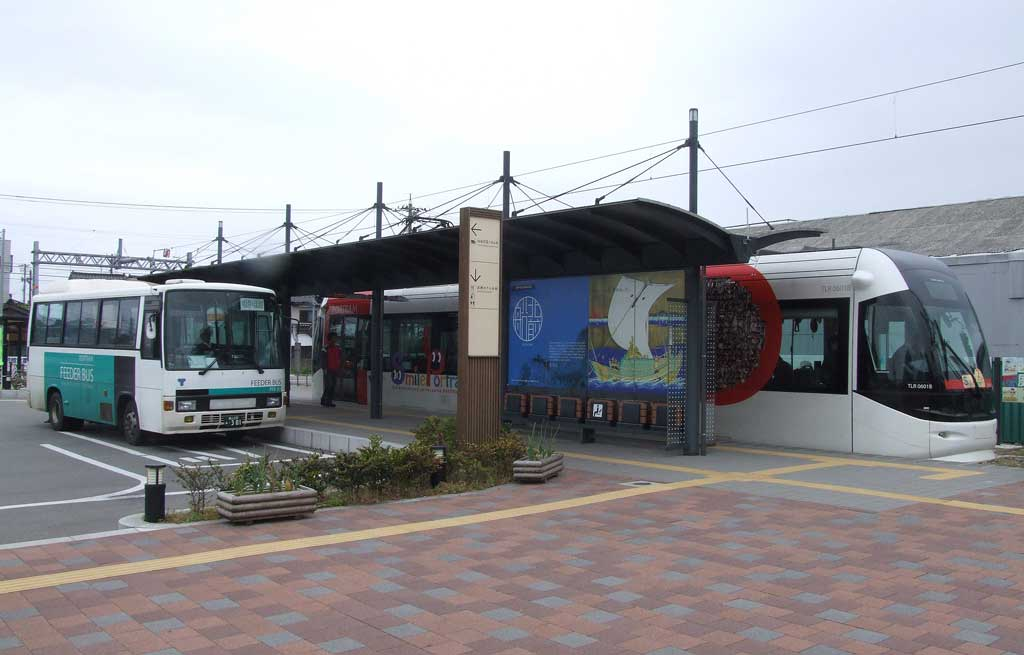
岩瀬浜駅前で電車と接続するフィーダーバス

富山ライトレール富山港線の開業に合わせ、当駅からはフィーダーバスと称する富山ライトレールの自動車線が浜黒崎方面に向け運行されている。元々富山地方鉄道は富山港線に並行する形で乗合自動車を運行していたが、同社は富山ライトレール富山港線の開業によりこれを廃止し、富山ライトレールよりその自動車線の運行を受託して運行を行った（2020年富山ライトレールの合併に伴い富山地方鉄道の直営事業へ移行）。同自動車線は2006年（平成18年）8月28日から水橋漁港方面へ延伸され、その際住宅地を経由するルートに変更されたが、2007年（平成19年）3月からは住宅地経由を廃止し、当駅と水橋漁港方面を直線的に結ぶ経路に改正された。
ほかに射水市コミュニティバス海王丸パーク・ライトレール接続線が土日祝日に限り、当駅と新湊大橋西桟橋口間を連絡していたが、2021年（令和3年）9月26日の運行を最後に廃止された。

## 鉄道むすめ
富山ライトレールの鉄道むすめとなっている岩瀬ゆうこの氏名は、当駅駅名と同社マスコットキャラクターとれねこのゆうくんおよびここくんに由来している。岩瀬ゆうこのイラストは、富山ライトレール富山港線の各駅及び各停留場において交通道徳の向上や受傷事故防止などを訴えるために掲出され、あるいは富山ライトレールの列車車体にラッピングが行われるなどの活用がなされている。

## 駅周辺
- 岩瀬浜海水浴場
- 岩瀬カナル会館
- 富山港展望台
- 東ソー富山事業所
- 三菱ケミカル富山事業所

## 隣の駅
富山地方鉄道
■富山港線
競輪場前駅 (C38) - 岩瀬浜駅 (C39)